# Luftforurening
Luftforurening er betegnelse for et uønsket højt indhold af skadelige partikler el. gasser i luften. Det kan eksempelvis omfatte luftarter, som drivhusgasserne CO2 og freon eller partikler fra forskellige tungmetaller. Luftforurening skyldes først og fremmest bilers udstødningsgas samt røg fra industrivirksomheder, opvarmning og forbrænding. Udledning af uønskede gasser og partikler til atmosfæren forkorter menneskers liv og vurderes som medvirkende til langsigtede klimaændringer, som vil påvirke levevilkårene på Jorden.

## Luftforurening i Danmark
Nationalt Center for Miljø og Energi ved Aarhus Universitet udgav i januar 2020 en rapport der konkluderer, at der, trods forbedret luftkvalitet og fald i helbredseffekter, årligt stadig er 4.200 for tidlige dødsfald, og omkostninger på 79 milliarder kroner, der kan tilskrives luftforureningen i Danmark. Omkring 1.200 af dødsfaldene skyldes danske forureningskilder, mens resten skyldes luftforurening fra det øvrige Europa. De skriver også at luftkvaliteten er blevet bedre, og at forureningens effekter på menneskers helbred er aftaget med omkring 40% siden 1990.  Forureningskort viser hvor forureningen er værst.

## Bekæmpelse af luftforurening på danske kraftværker
På kraftværker og kraftvarmeværker i Danmark renser man den udledte røg for at nedsætte luftforureningen. Røgen ledes igennem en opslæmning af læsket kalk, Ca(OH)2. Der foregår følgende reaktion:
2Ca(OH)2 + 2 SO2 + O2 → 2 CaSO4 + 2 H2O
"Affaldsgipsen" bliver brugt af virksomheder, der fremstiller gipsplader. Desværre er affaldsgipsen meget fugtig, så der er store omkostninger ved at tørre den.
Man har også anlæg, der fjerner hele 95% af røgens SO2 og NOx indhold. De kaldes SNOX-anlæg.

## Historisk
Menneskeskabt tungmetal luftforurening begyndte at stige med påbegyndelsen af den industrielle revolution. Man har søgt efter historiske observationer af en bestemt tungmetalholdig tåge i arktis og med stor sandsynlighed fundet nogle.